# Xanthorhoe dissimilis
Xanthorhoe dissimilis là một loài bướm đêm trong họ Geometridae.